# La guerra dei regni
La guerra dei regni (Darkness)è un ciclo di romanzi fantasy scritto da Harry Turtledove: sono sei libri e trattano di una guerra di proporzioni globali scoppiata nell'immaginario continente del Derlavai, dove la magia è una scienza. 
Elenco dei romanzi:
- Nell'oscurità (Into the Darkness, 1999)
- Scende l'oscurità (Darkness Descending, 2000)
- Attraverso l'oscurità (Through the Darkness, 2001)
- I signori dell'oscurità (Rulers of the Darkness, 2002)
- Le fauci dell'oscurità (Jaws of the Darkness, 2003)
- La fine dell'oscurità (Out of the Darkness, 2004)

## Mondo di Derlavai
Le vicende sono raccontante cambiando continuamente il punto di vista: i personaggi appartengono ai regni più diversi e hanno i ruoli più differenti; conosciamo così le impressioni del generale e dell'umile contadino, con una precisione dovuta alla formazione storica di Turtledove. Molti dei suoi personaggi sono anche l'equivalente di personaggi storici. La magia e animali fantastici, come i draghi, sono anche sostituti della tecnologia della seconda guerra mondiale. Questo ciclo è anche e soprattutto una rivisitazione in chiave fantasy della seconda guerra mondiale. Importanti battaglie della serie si basano anche su famose battaglie ad esempio, la battaglia di Sulingen è un analogo della battaglia di Stalingrado.
La maggior parte dell'azione della serie si svolge nel continente principale di Derlavai, situato nell'emisfero meridionale di un pianeta senza nome. Ci sono anche alcune masse di terra minori e catene di isole menzionate nella storia e sulla mappa inclusa nei romanzi. Il pianeta ha anche continenti più piccoli come Siaulia e la Terra del popolo dei ghiacci.
Ci sono solo 12 paesi indipendenti: Algarve, Forthweg, Gyongyos, Jelgava, Sibiu, Kuusamo, Lagoas, Ortah, Unkerlant, Valmiera, Yanina e Zuwayza. Ci sono anche tre territori dipendenti (Bari, Grelz e Rivaroli). Le popolazioni sono per la maggior parte abbastanza omogenee che una differenza nel colore dei capelli è abbastanza facile da far risaltarne uno. La stragrande maggioranza dei membri di un dato gruppo etnico derlavaiano ha la stessa combinazione di capelli e occhi.
Tutte le nazioni della serie Darkness sono monarchie con l'eccezione di Kuusamo, in cui sette principi hanno un accordo ereditario di condivisione del potere, sebbene in non tutte le monarchie assolute, i re (o principi in Kuusamo), sembrano avere il potere esecutivo. Ci sono ministri degli esteri, ma nessun primo ministro e nessun gabinetto. Nessuna delle persone ha nomi di famiglia, anche se sono membri della nobiltà. Nella misura in cui i monarchi sono limitati nel loro potere, la limitazione viene principalmente dalle aristocrazie ereditarie che mantengono ancora molti privilegi dei tempi feudali.
Le nazioni della serie non hanno nomi inventati casualmente per le loro persone e luoghi. Piuttosto, ogni nazione ha nomi personali e geografici presi da una vera nazione sulla Terra. Turtledove ha, tuttavia, mescolato gli attributi in modo che un dato regno derlavaiano non sia immediatamente riconoscibile come affine dei paesi che hanno preso parte alla seconda guerra mondiale. Ad esempio, Unkerlant ha nomi di luogo e di persona germanici (tedesco, basso tedesco e franco). Forthweg ha una lingua germanica, inglese antico. Allo stesso modo, le nazioni algarviche parlano tutte latino-lingue derivate: Algarve parla italiano, Lagoas ha il portoghese e Sibiu il rumeno. Le lingue kauniane si basano sulle moderne lingue baltiche: il lituano è il kauniano classico e il lettone per il valmeriano e il jelgaviano.
L'Unkerlant, sebbene di lingua tedesca, è una Russia inconfondibile sia nella sua cultura che nella sua politica. Kuusamo, invece, pur ricoprendo il ruolo strategico degli Stati Uniti, ha una cultura scandinava, in sintonia con la sua lingua finlandese. Allo stesso modo, mentre politicamente e strategicamente l'Algarve è un chiaro analogo della Germania nazista - incluso il suo genocidio contro i kauniani/ebrei - la sua cultura sembra più italiana che tedesca, in sintonia con la sua lingua.

## Magia
I maghi di Derlavai raccolgono poteri magici dai vari punti di potere sparsi per il pianeta e dalle linee di potere che li collegano, una scoperta recente fatta solo 200 anni prima dell'inizio dei libri. I maghi possono anche raccogliere la magia dal sacrificio umano. In quanto tale, l'operazione della magia dipende fortemente dalla posizione. Le città grandi e moderne tendono ad essere situate su o vicino a punti di forza che forniscono l'energia per il funzionamento dell'illuminazione, del riscaldamento e di altri comfort della città.
Ci sono leggi fondamentali della magia, che richiedono uno studio intenso per padroneggiarle e diventare un mago. Sebbene esistano libri "how-to" popolari per il pubblico in generale, gli incantesimi pubblicati in essi non sono sempre affidabili e possono ritorcersi contro in modi pericolosi o imbarazzanti. I maghi professionisti si dividono in "teorici" e "pratici". I maghi teorici ricercano le relazioni e le leggi sottostanti che governano il comportamento della materia e dell'energia, formulano ipotesi espresse in complicate formule matematiche e escogitano accurati esperimenti per provare o confutare queste ipotesi empiricamente. I maghi pratici utilizzano le teorie ideate dai maghi teorici per creare dispositivi che possono essere utilizzati dal pubblico in generale.

### Magia e tecnologia
Derlavai ha attraversato una "rivoluzione taumaturgica" anziché una rivoluzione industriale, usando la magia come base per gran parte della sua tecnologia. A causa della magia, sembra esserci meno bisogno dell'industria di massa. Ci sono piante che producono ceramiche, ad esempio, in grandi quantità, ma i colossi e i draghi sono allevati nelle fattorie e l'abbigliamento sembra essere fatto da sarti invece che nelle fabbriche.
Nella vita civile, la magia è molto meno importante, essendo limitata ad applicazioni come contenitori di riposo (un analogo del frigorifero che funziona rallentando gli effetti del tempo sul suo contenuto), l'illuminazione (nei luoghi in cui tale potere magico è disponibile) e navi di linea, mentre la magia militare è coinvolta nella produzione e nell'uso di quasi tutte le armi e rifornimenti.
La maggior parte degli oggetti magici nel mondo di Derlavai sono analoghi ai dispositivi di tutti i giorni o militari nel nostro mondo. Mentre la serie è più interessata agli affari militari che a quelli economici, sembra che ci siano tre modelli di produzione in competizione:
- Per magia diretta, usando la legge di somiglianza che può ovviamente essere applicata alla produzione di massa. Questo metodo è veloce, ma può produrre beni inferiori se non condotto con abilità e impegno.
- Da artigiani, che lavorano a mano e usano una quantità limitata di magia. Ogni professione ha alcuni incantesimi e la loro conoscenza e il loro uso sono considerati una parte normale di quel commercio piuttosto che una forma di magia.
- Produzione di massa da macchine, come nel nostro mondo.

Viene menzionato il fatto che dei Kuusamani hanno costruito rapidamente un nuovo porto in un'isola appena conquistata per magia, il che è evidente dal fatto che tutti gli edifici sono gli stessi (indicando che gli incantesimi facevano ampio uso della legge di somiglianza). Si noti che solo un paese con molti maghi esperti avrebbe potuto risparmiare le risorse per tale costruzione. In un altro luogo si nota che la stampa viene solitamente eseguita con mezzi meccanici, ma la resistenza di Valmieren utilizza la magia per riprodurre un foglio di propaganda al fine di evitare il rilevamento da parte delle autorità occupanti. Il risultato di questa duplicazione magica è leggibile, ma l'inchiostro si macchia facilmente poiché è stato prodotto senza le condizioni migliori o l'aiuto di un mago esperto.

### Oggetti magici
- Cristalli: Descritti come sfere lisce di vetro, i cristalli sono intrisi di incantesimi che consentono la comunicazione, e quindi di prendere il posto delle radio nel mondo. Se azionati lontano da una fonte di magia o da una linea energetica, richiedono una ricarica regolare con altri mezzi, che in un caso nella serie comportano il sacrificio di umani prigionieri per la loro energia vitale che viene utilizzata per alimentare il cristallo. I cristalli possono funzionare come videotelefoni, mostrando un'immagine della persona all'altro capo, oltre che in modalità solo audio. Le emanazioni con cui vengono trasmesse parole e immagini tra di loro sono soggette all'intercettazione da parte di altri maghi, qualcosa tenuto sempre a mente dalla maggior parte dei pianificatori militari della serie.
- Uova: Il nome dato all'equivalente derlavaiano di bombe, le uova sono sottili gusci di metallo pieni di energia magica che esplodono quando colpiscono un bersaglio o vengono innescati da un incantesimo appropriato. Nella serie si vedono una varietà di usi per le uova. Gli eserciti li lanciano come proiettili da 'lanciauova' alimentati magicamente, che possono essere dispositivi autonomi o montati su navi di linea o colossi. I draghi possono portare le uova sotto la pancia per farle cadere sulle forze o sulle città nemiche. Le uova possono anche essere sepolte nel terreno e incantate per esplodere come mine anti-uomo se percepiscono la pressione, o possono essere sepolti lungo le linee energetiche e destinati a esplodere se una carovana passa sopra di loro, il che distrugge contemporaneamente la carovana e sovraccarica gli incantesimi di controllo della linea energetica. Più avanti nella serie, l'esercito algarviano sviluppa un uovo tenuto in mano che può essere lanciato come una bomba a mano; queste uova sono racchiuse in piccoli involucri di ceramica anziché in gusci di metallo. Il motivo del termine "uovo" non viene mai spiegato esplicitamente; a quanto pare, in origine gli eserciti usavano uova di drago naturali che sono esplosive di per sé, e poi quelli più potenti sono stati sviluppati dai maghi - ma questo non è dichiarato esplicitamente.
- Bacchette: Le bacchette sono l'analogo delle pistole nel mondo di Derlavai. Una bacchetta emette un raggio di energia che lascia dietro di sé un profumo acuto come quello di un fulmine nelle vicinanze. Si attiva quando la carne nuda, come un dito scoperto, viene inserita nel suo "foro ardente". Il raggio può fare un buco attraverso una persona con poca difficoltà, sebbene siano in gran parte inefficaci contro draghi e behemoth, che non sono solo naturalmente resistenti ma anche corazzati o verniciati d'argento per riflettere i raggi. Si vedono bastoncini più piccoli di proprietà di civili per ardere parassiti o selvaggina, o usati da poliziotti. Bastoni più grandi, noti come bastoni pesanti, vengono trasportati dai behemoth sul campo di battaglia e possono colpire diversi uomini, l'armatura di un altro behemoth o persino abbattere i draghi. Bastoni pesanti ancora più grandi possono essere utilizzati come installazioni fisse a terra, utilizzati per la difesa aerea e marittima e trasportati su navi da guerra di linea per l'uso contro navi, draghi e leviatani. Le bacchette portatili utilizzate lontano da una fonte di magia o da una linea energetica richiedono una ricarica periodica, che può essere ottenuta in un modo non specificato attraverso la consegna di quelle che vengono descritte solo come "carica" nei vagoni di rifornimento, o mediante l'intervento di un mago che attinge energia da un punto di forza o sacrificio.
- Casse di riposo: funzionano proprio come un frigorifero o un congelatore, solo notevolmente più efficaci. Le casse di riposo sono spesso menzionate come un'applicazione archetipica della moderna stregoneria, basata su un incantesimo usato dall'antico Impero Kauniano per paralizzare i soldati nemici. Dopo che i contro-incantesimi furono sviluppati, cadde in disuso fino a quando la moderna stregoneria sistematica scoprì che funziona rallentando drasticamente la velocità con cui il tempo colpisce gli oggetti sotto la sua influenza. La cassa di riposo, quindi, funziona rallentando il passaggio del tempo all'interno del suo volume mentre il suo coperchio è chiuso. Il cibo posto al suo interno non si decompone a una velocità notevole, ma non richiede nemmeno scongelamento o altra preparazione prima di essere utilizzato. Una variante di questa tecnica è utilizzata anche dai maghi medici, che possono rallentare le persone che soffrono di lesioni gravi per dar loro il tempo di eseguire un intervento chirurgico,

### Il progetto Naantali
L'equivalente del Progetto Manhattan. Il progetto includeva oltre un centinaio di maghi che lavoravano a un progetto segreto per Kuusamo per creare una nuova arma magica. A causa dell'incapacità di nascondere i loro esperimenti magici, Algarve fece dei tentativi per interromperlo, ma fallì. A dun certo punto è guidato dal personaggio di Pekka.
L'arma richiede diverse creature viventi traendo un'enorme energia magica. Inoltre, i maghi stessi possono fornire l'energia a qualsiasi bersaglio, semplicemente indicando il punto sul globo. La magia può anche creare un incantesimo protettivo per difendere una città e deviare l'energia magica scagliata contro di essa. Si ipotizza che l'uso di umani possa creare un'esplosione magica più potente.

## Kauniani
I Kauniani sono l'equivalenti dell'Impero Romano e degli Ebrei. Kauniani sono caratterizzati da pelle chiara e capelli biondi. I kauniani affrontano sospetti e pregiudizi, e sono una minoranza separata e vagamente detestata in molte nazioni. I nomi kauniani (compresi quelli in Valmiera e Jelgava) sono tratti dalle lingue baltiche.
In origine la maggior parte del continente era coperta dall'Impero Kauniano. Quando l'Impero Kauniano cadde grazie alla "irruzione algarviana" - analoga alle invasioni germaniche del tardo impero romano - i Kauniani rimasero il gruppo culturale ed etnico dominante nel Derlavai orientale. Dapprima vissero in città stato indipendenti e piccoli principati che in seguito si unirono negli stati di Jelgava e Valmiera. Jelgavan e Valmieran si sono sviluppati al punto che i loro abitanti non capiscono la lingua classica a meno che non la studino in modo speciale. L'antico kauniano è una lingua di molti tempi e forme verbali, che ne fa un linguaggio di precisione. I kauniani mettono in gioco questa precisione quando passano a un linguaggio più moderno, generalmente con disprezzo degli altri.
Nelle parti di Lagoas e Kuusamo che facevano parte dell'impero, i Kauniani scomparvero completamente. Nelle parti più occidentali del continente, al contrario, i Kauniani divennero una minoranza etnica nei paesi formati dagli invasori "barbari": mantenendo una cultura minoritaria distinta e ampiamente separata, mantenendo l'antica lingua più o meno nella sua forma originale come loro lingua quotidiana, mantenendo vestiti tradizionali come corte tuniche e pantaloni comuni ai tempi dell'Impero, e opponendosi all'idea di matrimoni misti. L'uso di pantaloni da parte delle donne kauniane tende ad essere una distrazione per gli altri popoli, poiché i pantaloni attillati rivelano più di quanto facciano le più moderne tuniche al ginocchio. Questo spesso porta le donne kauniane a essere considerate sessualmente promiscue - uno stereotipo razziale diffuso che è deliberatamente usato dal re Mezentio per fomentare l'odio dei Kauniani.
Nello stesso Algarve, i Kauniani sembrano, già da diverse generazioni, essere profondamente assimilati nella società circostante. Parlano algarviano, indossano kilt, si chiamano con nomi algarviani e i loro maschi hanno baffi in stile algarviano e si comportano nel modo sfacciato e da macho tipico della cultura algarviana. Fino all'inizio delle loro persecuzioni, c'erano eminenti studiosi kauniani presso l'Università di Trapani.
Ciò che accade ai Kauniani nella serie Darkness è l'equivalente dell'Olocausto, dove i Kauniani sotto il controllo algarviano vengono sistematicamente privati dei loro diritti e la violenza contro di loro viene ignorata dalle autorità. Alla fine, Algarve, di fronte a un disperato stallo contro l'Unkerlant, inizia a massacrare i Kauniani in massa per alimentare grandi quantità di stregoneria alimentata dall'energia della morte nel tentativo di rompere l'impasse. L'obiettivo ufficiale di Mezentio non è sterminare i Kauniani ma vincere la guerra, quindi ai Kauniani viene fornito cibo adeguato per mantenerli in vita fino a quando non devono essere sacrificati per lo sforzo bellico. L'Unkerlant risponde a questi attacchi magici sacrificando la propria gente per attaccare Algarve allo stesso modo.
Molti Kauniani non muoiono senza alcuna resistenza. I rimanenti Kauniani della città di Eoforwic si uniscono in rivolta in un equivalente dell'insurrezione di Varsavia. Altri Kauniani usano la magia per assomigliare a tutti gli altri e sono in grado di nascondersi in bella vista.

## Nazioni
Turtledove dipinge le sue nazioni come analoghe alle vere nazioni europee, includendo, per quanto possibile, le relazioni linguistiche reali. Ad esempio, gli analoghi derlavaiani delle nazioni germaniche sono le nazioni algarviche di Algarve, Sibiu e Lagoas, ma per confondere un po' le cose, ognuna usa nomi tratti da una diversa lingua romanza. Inoltre, la stragrande maggioranza degli individui appartenenti a ciascun gruppo linguistico condivide lo stesso colore di capelli e occhi. I popoli algarvici hanno i capelli rossi e gli occhi verdi, i popoli kauniani hanno i capelli biondi e gli occhi azzurri, e i popoli unkerlantici e la maggior parte degli altri hanno capelli e occhi scuri.

### Algarve
L'equivalente della Germania nazista, governata dal re Mezentio, che è analogo ad Adolf Hitler.  Algarve fu sconfitto nella Guerra dei sei anni una generazione fa analogamente alla prima guerra mondiale, e costretta a firmare l'umiliante Trattato di Tartus. Mezentio e i suoi generali hanno speso molto tempo ed energie nella preparazione di una vendetta su tutti i loro nemici, specialmente i Kauniani. Situato nel centro del continente, il popolo dell'Algarve è caratterizzato da capelli rossi e occhi verdi, dall'esuberanza nelle parole e nei gesti, i maschi mostrano un comportamento machista. Il loro vestito tipico include il kilt. Ai loro nemici, gli Algarviani sembrano spesso arroganti e prepotenti, e la loro condotta guadagna ampiamente l'odio di coloro che hanno avuto la sfortuna di vivere sotto il loro dominio. Sebbene siano capaci di grande crudeltà, gli Algarviani possono anche essere abbastanza generosi a volte; si tolgono il cappello (a volte letteralmente) davanti a un nemico la cui condotta ha guadagnato il loro riluttante rispetto e gli stessi tratti culturali che li fanno apparire insopportabilmente arroganti nella vittoria consentono loro anche di affrontare le avversità - anche la certezza della morte imminente - con ammirevole coraggio e forza d'animo. I nomi algarviani sono tratti dall'italiano.

### Forthweg
L'equivalente della Polonia. La sua gente è dai capelli scuri, tarchiata, barbuta e incline a indossare lunghe tuniche. Molti secoli fa, parte dell'impero kauniano, circa un decimo della popolazione prebellica erano kauniani biondi, gli unici a Derlavai a parlare il kauniano classico come lingua di nascita. Prima della Guerra dei Sei Anni, il Forthweg era diviso tra Algarve e Unkerlant, ma in seguito ottenne l'indipendenza dopo quella guerra. Re Penda dichiarò guerra all'Algarve come parte della coalizione iniziale contro l'Algarve, ma fu attaccato sia dall'Algarve che dall'Unkerlant e il paese fu ripartito; in seguito il tutto viene occupato dall'Algarve e alla fine della guerra viene occupato dall'Unkerlant, che decide di non annetterlo a titolo definitivo ma di farne un satellite. Il Forthweg ha un clima subtropicale, con uliveti e agrumeti che sono una parte importante della sua economia agricola. Sia i Forthwegiani che i Kauniani amano molto raccogliere funghi. La città più grande del Forthweg, nonché la sua capitale, è Eoforwic. I nomi Forthwegiani sono tratti dall'Inglese antico.

### Gyongyos
L'equivalente del Giappone imperiale.  Situato nell'estremo ovest del Derlavai, è separato dall'Unkerlant da una vasta catena montuosa. La sua gente è descritta come alta, ampia e muscolosa, con capelli e barbe biondi e ispidi, e sono l'unica nazione descritta come con diversi colori degli occhi. I nomi nella loro lingua provengono dall'ungherese. È governato da un ekrekek (imperatore), invece che da un re, visto come un discendente diretto delle stelle e la persona con cui le stelle comunicano. La loro religione è diversa da quella di tutte le altre nazioni, contraddistinte dal culto delle stelle (coloro su cui brillano le stelle sono benedetti, mentre coloro a cui è negata la loro luce sono maledetti) e da un fortissimo tabù contro il consumo della carne di capre.
Gyongyos e Kuusamo stavano combattendo una guerra per il possesso di isole nell'Oceano Bothenia quando scoppiò la guerra di Derlavia. Nel secondo anno di guerra, Gyongyos attaccò l'Unkerlant da ovest, ma non lo minacciò mai allo stesso modo dell'Algarve, in parte perché l'Unkerlant si estende per un "quarto del mondo" e le valli che Gyongyos occupa sono molto scarsamente popolate. Per diversi anni, i Kuusamani avanzarono lentamente contro Gyongyos nel teatro Bothenian, catturando diverse isole chiave. Nel sesto anno di guerra, la magia kuusamana distrusse l'isola di Becsehely. I prigionieri di guerra gyongyosiani assistettero allo spettacolo, ma non riuscirono a convincere il governo dell'ekrekek a capitolare. Kuusamo ha risposto con un attacco magico alla capitale, uccidendo l'ekrekek e costringendo i Gyongyosiani inorriditi e demoralizzati alla resa. Un altro fattore che contribuì alla loro definitiva sconfitta fu la simultanea invasione di Gyongyos da parte dell'Unkerlant, una mossa analoga all'Invasione sovietica della Manciuria. 

### Jelgava
L'equivalente di Spagna e Portogallo. Jelgava è raffigurata come una nazione più piccola strettamente affine alla Valmiera per lingua, etnia e cultura e possiede colonie a Siaulia. Jelgava è dominata da un'aristocrazia oppressiva e reazionaria, ed è governata dall'odioso re Donalitu che fu sostituito dal fratello del re algarviano Mezentio quando la nazione fu occupata dall'Algarve (in questo caso, basato più da vicino sulle guerre napoleoniche che sulla seconda guerra mondiale). Jelgava ha un clima subtropicale dove crescono ulivi e arance, ed è separata dal resto del continente da un'alta catena montuosa. La capitale della Jelgava è Balvi.

### Kuusamo
L'equivalente degli Stati Uniti.  Occupa la maggior parte dell'isola che condivide con Lagoas. Invece di un re, Kuusamo è governato da sette principi ereditari che condividono il potere tra loro (più o meno equivalente alla struttura federale degli Stati Uniti). La città più grande è Yliharma. La sua gente ha un aspetto dell'Asia orientale ed i nomi nella loro lingua sono presi dal finlandese. Pur ricoprendo chiaramente il ruolo strategico degli Stati Uniti nella seconda guerra mondiale, la storia e la cultura di Kuusamo sono piuttosto diverse da quelle degli Stati Uniti. Piuttosto che una nuova nazione creata da immigrati, i Kuusamani sono orgogliosi della loro eredità di essere stati nella loro terra prima dell'arrivo dei Kauniani e dei Lagoani. Inoltre, la cultura kuusamiana sembra molto più scandinava che americana.
Kuusamo fu coinvolto in una guerra con Gyongyos per il possesso di isole nell'Oceano Bothenia quando iniziò la guerra di Derlavia rimanendo neutrali fino al secondo anno di guerra, quando Kuusamo dichiarò guerra ad Algarve per il massacro dei Kauniani per la loro forza vitale. Gli Algarviani si vendicarono con un colpo magico contro la capitale, uccidendo due dei Sette Principi e distruggendo il palazzo principesco della città. Gli stregoni kuusamani riescono a scoprire un nuovo metodo di rilascio di energia magica, usandolo prima per contrastare gli incantesimi di Algarve e, infine, una versione più potente dell'incantesimo viene utilizzata per distruggere la capitale di Gyongyos.

### Lagoas
L'equivalente della Gran Bretagna,  con nomi tratti dal portoghese. La sua capitale è Setubal ed è governata dal re Vitor. Condivide con Kuusamo una grande isola al largo della costa sud-orientale di Derlavai, che è descritta come notevolmente più grande dell'Algarve di cui etnicamente è affine nel sangue e nei modi, con i capelli rossi e indossando kilt come gli Algarviani, che a volte è sorprendente per altri membri di altri popoli che avevano imparato a odiare gli Algarviani. I Lagoani sono, tuttavia, unici nell'abitudine di legare i capelli in code di cavallo, cosa che gli Algarviani non fanno, e molti di loro hanno notevoli antenati kuusamani, incluso il personaggio di Fernao. Lagoas si unì alla guerra contro l'Algarve quando Sibiu fu invasa e subì diversi attacchi aerei da parte dei draghi algarviani con sede a Valmiera. Le forze lagoane e kuusamane invasero Derlavai da est nel quinto anno di guerra sotto il comando del gran generale kuusamano Nortano. La capitale di Lagoas, Setubal, è descritta come la città più ricca e cosmopolita del mondo. Ciò è dovuto in parte al fatto che Setubal si trova alla confluenza di più linee di potere rispetto a qualsiasi altra città. Setubal ha una vasta rete di trasporti pubblici ed è descritta come avente molti edifici insolitamente alti.

### Ortah
L'equivalente della Svizzera. Isolazionista, montagnosa e protetta dalle paludi. La sua gente è generalmente lasciata sola sulla scena politica. Ortah è stretta tra Algarve e Unkerlant. Di conseguenza, Ortah viene invasa verso la fine della guerra e diventa un satellite di Unkerlant come Forthweg e Yanina. Si suppone che il popolo di Ortah sia imparentato con il Popolo della Terra dei Ghiacci, e la loro lingua è simile alla loro, in entrambi i casi derivata dall'ebraico.

### Sibiu
Equivalente a Danimarca, Norvegia e Paesi Bassi. È una nazione della catena di isole al largo della costa meridionale di Derlavai. La sua gente è Algarvic nel sangue, ma si allea contro l'Algarve. Sibiu, è un membro della coalizione iniziale, fu invaso da un attacco a sorpresa da Algarve nel primo anno di guerra e liberato nel terzo anno di guerra. Si dice che circa 300-250 anni nel passato Sibiu abbia combattuto una serie di guerre navali con Lagoas, per il commercio e il controllo del mare. Sibiu prende il nome da una città della Transilvania. La capitale di Sibiu è Tirgoviste. I nomi di Sibian sono tratti dal rumeno.

### Unkerlant
L'equivalente dell'Unione Sovietica.  Occupa quasi tutta la parte occidentale del Derlavai. Gli Unkerlant etnici hanno i capelli scuri e sono tarchiati, ben rasati e indossano lunghe tuniche (la tendenza ad essere ben rasati è ciò che li distingue dai Forthwegiani), ma l'Unkerlant è apparentemente la patria di minoranze etniche come la gente delle Mamming Hills nel sud, che assomigliano "più ai kuusamani che a qualsiasi altra cosa". La sua gente viene trattata brutalmente dal paranoico e spietato re Swemmel, analogo a Joseph Stalin.  Swemmel è un uomo duro e sospettoso che ama bollire vivi i suoi nemici. Swemmel sconfisse suo fratello Kyot nella Guerra dei re gemelli, l'equivalente della guerra civile russa, poco dopo la Guerra dei Sei Anni. La capitale dell'Unkerlant è Cottbus. I nomi in Unkerlant sono di origine tedesca o pseudo-tedesca.

### Valmiera
Equivalente alla Francia. Si trova nella parte sud-orientale di Derlavai. I suoi abitanti sono discendenti dell'antico Impero Kauniano e come tali sono magri, biondi e con gli occhi azzurri e il loro abbigliamento è tipicamente pantaloni e tuniche. Valmiera fu uno degli stati che dichiararono guerra all'Algarve nel primo anno di guerra. L'offensiva algarviana nella primavera del secondo anno portò alla sconfitta e all'occupazione del paese. Le attività della resistenza valmierana sotto l'occupazione, viste attraverso gli occhi del personaggio di Skarnu, sono strettamente equivalenti alla resistenza francese nella seconda guerra mondiale, mentre la collaborazione della maggior parte dei nobili e della polizia valmierana con gli occupanti ricorda il regime di Vichy. Tuttavia, la corrotta aristocrazia valmierana ricorda un periodo molto precedente nella storia francese, l'Ancien Regime pre-1789. I vincitori kuusaiani e lagoani danno ai valmierani una parte del bottino dopo la fine della guerra (come gli inglesi e gli americani nella Francia del 1945). La capitale di Valmiera è Priekule, descritta come un centro di alta cultura.

### Yanina
L'equivalente dell'Italia, anche se, stranamente, i suoi nomi sono chiaramente greci (es. Yanina, Patrasso). Alleata con l'Algarve all'inizio della guerra, la sua gente è nota soprattutto per essere incompetente militarmente, anche se i singoli soldati e i dragonieri a volte mostrano coraggio. Inoltre, Yanina ha un possedimento coloniale nella strategica Terra del Popolo dei Ghiacci, che non è in grado di difendere contro Lagoas, ed è costretta a passare l'effettiva condotta della guerra nelle mani degli Algarviani (l'equivalente dell'Italia che passa la guerra in Nord Africa ai tedeschi sotto Erwin Rommel). Tuttavia, nell'ultima fase della guerra, l'esercito unkerlant/sovietico si avvicina al confine e il re di Yanina cambia rapidamente schieramento. I pompon che gli Yaninani indossano sulle scarpe sono fonte di costante scherno da parte dei membri di altre nazioni. Gli Yanina sono descritti come piccoli, scuri, dai capelli scuri e dal naso grosso, un po' come gli Unkerlanter ma più bassi e meno tozzi. Condividono con gli Algarviani l'amore per i baffi ostentati e il comportamento macho; litigare è considerato in modo semi-umoristico lo sport nazionale. La capitale è Patrasso.

### Zuwayza
L'equivalente della Finlandia. Situato su una penisola all'estremo nord di Derlavai. A causa del clima caldo, la gente dello Zuwayza di solito si spoglia nuda, fatta eccezione per gioielli, sandali e cappelli a tesa larga. Sono descritti come dalla pelle molto scura e i nomi Zuwayzin sono presi dall'arabo. Gli Zuwayzi sono noti per usare i cammelli quando si combatte. Lo Zuwayza un tempo era governato direttamente dall'Unkerlant, ma ottenne l'indipendenza dopo la Guerra dei sei anni. L'Unkerlant attaccò Zuwayza nel primo anno di guerra e guadagnò territorio. Per rappresaglia, Zuwayza si alleò con Algarve contro l'Unkerlant. Quando l'Algarve fu respinto, Zuwayza fu costretto a firmare una pace separata, concedendo all'Unkerlant grandi vantaggi, ma preservando la sua indipendenza. La capitale dello Zuwayzin è Bishah.

### Terra del popolo dei ghiacci
L'equivalente del Nord Africa situato in un continente ghiacciato vicino al polo sud. La popolazione di entrambi i sessi ha un'estesa peluria corporea, nell'ordine dei primati, e sono gli unici ad adorare gli dei, invece degli spiriti. La loro lingua è rappresentata dall'ebraico, come in Ortah. La magia che funziona bene a Derlavai non funzionerà bene in quella terra; gli Algarviani lo impararono a loro svantaggio quando tentarono di uccidere i Kauniani lì.

### Ducato di Bari
All'incirca, l'equivalente della Renania o dell'Austria. Un tempo parte meridionale dell'Algarve, fu politicamente separata alla conclusione della Guerra dei Sei Anni e data l'indipendenza sotto il duca Alardo. L'annessione della regione da parte dell'Algarve causò l'attacco di Valmiera, Forthweg, Jelgava e Sibiu, scatenando la guerra derlavaiana.

### Ducato di Grelz
L'equivalente dell'Ucraina. Situato nella parte meridionale di Derlavai. La sua gente è unkerlant ma parla con un forte accento. Durante l'occupazione algarviana, viene trasformato in un "Regno di Grelz" fantoccio ed è governato dal cugino di Mezentio, Raniero. Il supporto per il re straniero è misto.

### Marchesato di Rivaroli
Equivalente dell'Alsazia-Lorena e dei Sudeti. È un'area a lungo contesa tra Algarve e Valmiera, che fu incorporata in quest'ultima alla fine della Guerra dei Sei Anni. La gente di Rivaroli ha un'alleanza con gli Algarviani, ribellandosi all'avvicinarsi dell'esercito algarviano nella prima parte della guerra, per la quale pagano a caro prezzo alla fine della guerra, venendo espulsi in massa dai Valmierani.